# Anita Smisek
Anita Smisek OP (* 1941 in Lonsdale, Minnesota) ist eine US-amerikanische Dominikanerin, Musikverlegerin, Pianistin und Organistin.
Smisek studierte Klavier bei Mary Davida Wood, Mary Edward Blackwell und Milous Ferlik, Orgel bei Rosilla Gross, Miriam Murphy und Robert Luther sowie Gesang bei Mary Margaret Leahy, Oksana Bryn und Axel Theimer. 1960 wurde sie Mitglied der Sinsinawa Dominican Sisters in Sinsinawa, Wisconsin. Sie setzt sich für die Verbreitung zeitgenössischer tschechischer Musik in den USA ein und veröffentlichte während ihrer Zeit als Organistin an der St. Wenceslaus Church in New Prague das Gesangbuch Give Glory heraus, das 77 bekannte tschechische Choräle in englischer Übersetzung enthält. Traditionelle tschechische Lieder nahm sie auf den Alben Koledy – Czech Christmas Carols, Ryba – Czech Christmas Mass und Give Glory, Earth and Heaven auf. 1989 gründete sie mit Joel Blahnik den Verlag Alliance Publications, der sich besonders der Herausgabe von musikpädagogischen und kirchenmusikalischen Werken und der Förderung zeitgenössischer und insbesondere tschechischer Kompositionen widmet.